# 特雷奥朗特克
特雷奥朗特克（法語：Tréhorenteuc，法語發音：[tʁeɔʁɑ̃tœk]）是法国莫尔比昂省的一个市镇，位于该省东北部，属于瓦讷区。

## 地理
特雷奥朗特克（48°0'30"N, 2°17'15"W）面积5.42 平方千米，位于法国布列塔尼大區莫尔比昂省，该省份为法国西北部沿海省份，位于布列塔尼半岛南部，北起阿摩尔滨海省、西接菲尼斯泰尔省，南濒大西洋，东南接大西洋卢瓦尔省，东临伊勒-维莱讷省。
与特雷奥朗特克接壤的市镇（或旧市镇、城区）包括：伊韦勒河畔内昂、潘蓬、康佩内阿克、洛亚。

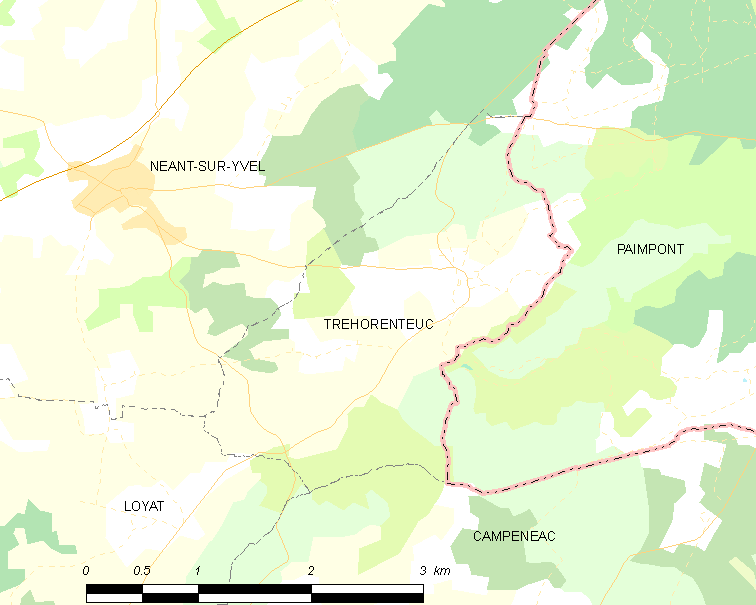
特雷奥朗特克的OSM定位图

特雷奥朗特克的时区为UTC+01:00、UTC+02:00（夏令时）。

## 行政
特雷奥朗特克的邮政编码为56430，INSEE市镇编码为56256。

## 政治
特雷奥朗特克所属的省级选区为普洛埃梅勒县。

## 人口

1962-2008年间特雷奥朗特克人口变化图示

特雷奥朗特克于2022年1月1日时的人口数量为112人。